# Vasin Nilyoke
Vasin Nilyoke (Thai: วศิน นิลหยก; * 22. September 1984) ist ein thailändischer Badmintonspieler. 

## Karriere
Vasin Nilyoke gewann bei den nationalen Titelkämpfen 2013 Silber im  Mixed gemeinsam mit Artima Serithammarak. Bei den Indonesia International 2012 belegte er in der gleichen Disziplin Rang drei. Ein Jahr später siegte er bei den Singapur International 2013. Zweiter wurde er beim Smiling Fish 2013, Dritter bei den Austrian International 2013. Weitere Starts folgten bei den Thailand Open 2013 und den Vietnam Open 2013.